# Festival cinematografico internazionale di Mosca 1987
La 15ª edizione del Festival cinematografico internazionale di Mosca si è svolta a Mosca dal 6 al 17 luglio 1987.
Il Grand Prix fu assegnato al film italiano Intervista diretto da Federico Fellini.

## Giuria
- Robert De Niro ( Stati Uniti - Presidente della Giuria)
- Tengiz Abuladze ( Unione Sovietica)
- Souheil Ben-Barka ( Marocco)
- Antonio Gades ( Spagna)
- Rustam Ibragimbekov ( Unione Sovietica)
- Alberto Isaac ( Messico)
- Alexandre Mnouchkine ( Francia)
- Gian Luigi Rondi ( Italia)
- Zheng Xiuelai ( Cina)
- Hanna Schygulla ( Germania)
- Miklós Jancsó ( Ungheria)

## Film in competizione
| Film                                                     | Regista               | Nazione        |
| -------------------------------------------------------- | --------------------- | -------------- |
| Bohater roku                                             | Feliks Falk           | Polonia        |
| La casa di Bernarda Alba (La casa de Bernarda Alba)      | Mario Camus           | Spagna         |
| Jean de Florette                                         | Claude Berri          | Francia        |
| Zawgat ragol mohim                                       | Mohamed Khan          | Egitto         |
| Ormens väg på hälleberget                                | Bo Widerberg          | Svezia         |
| Intervista                                               | Federico Fellini      | Italia         |
| Kangaroo                                                 | Tim Burstall          | Australia      |
| Mirch Masala                                             | Ketan Mehta           | India          |
| Za kude putuvate?                                        | Rangel Vulchanov      | Bulgaria       |
| Kuryer                                                   | Karen Shakhnazarov    | URSS           |
| La notte delle matite spezzate (La noche de los lapices) | Héctor Olivera        | Argentina      |
| Vernehmung der Zeugen                                    | Gunther Scholz        | Germania Est   |
| Oktoberfest                                              | Dragan Kresoja        | Jugoslavia     |
| Schmutz                                                  | Paulus Manker         | Austria        |
| The Immigrant Birds                                      | Abdul Latif           | Afghanistan    |
| Un hombre de exito                                       | Humberto Solás        | Cuba           |
| Barndommens gade                                         | Astrid Henning-Jensen | Danimarca      |
| Giardini di pietra (Gardens of Stone)                    | Francis Ford Coppola  | USA            |
| Zhenzhen de fa wu                                        | Tongjun Xu            | Cina           |
| Lo que importa es vivir                                  | Luis Alcoriza         | Messico        |
| Het gezin van Paemel                                     | Paul Cammermans       | Belgio         |
| Smrt krásných srnců                                      | Karel Kachyňa         | Cecoslovacchia |
| Tarot                                                    | Rudolf Thome          | Germania Ovest |
| Hard asfalt                                              | Sølve Skagen          | Norvegia       |
| Csók, Anyu!                                              | János Rózsa           | Ungheria       |
| 84 Charing Cross Road                                    | David Jones           | Regno Unito    |
| O Homem da Capa Preta                                    | Sérgio Rezende        | Brasile        |

## Premi
- Premio d'Oro:
- Intervista, regia di Federico Fellini
- Premi Speciale:
  - Kuryer, regia di Karen Shakhnazarov
  - Bohater roku, regia di Feliks Falk
- Premi:
  - Miglior Attore: Anthony Hopkins per 84 Charing Cross Road
  - Miglior Attrice: Dorottya Udvaros per Csók, Anyu!
- Premio FIPRESCI: Bohater roku, regia di Feliks Falk